# Stadion Junak
Stadion Junak (bułg. Стадион Юнак) – nieistniejący już wielofunkcyjny stadion w Sofii, stolicy Bułgarii. Należał do Towarzystwa Gimnastycznego Junak, swoje spotkania rozgrywała na nim również piłkarska reprezentacja Bułgarii.
Budowa pierwszego boiska Towarzystwa Gimnastycznego Junak w północno-zachodnim rogu parku Borisowa gradina, w miejscu dawnego cmentarza rosyjskiego rozpoczęła się w 1903 roku, a jego otwarcie nastąpiło rok później. Obiekt ten po znaczącej rozbudowie został ponownie otwarty 14 czerwca 1924 roku. Na miejscu tego obiektu w 1930 roku otwarto nowy stadion TG Junak. Nowa arena miała boisko obrócone o 90 stopni względem poprzednika i w przeciwieństwie do starego stadionu posiadała bieżnię lekkoatletyczną. W 1934 roku tuż obok stadionu Junak ukończony został stadion Lewskiego Sofia. W styczniu 1944 roku obiekt ucierpiał wskutek alianckich bombardowań, w roku 1945 został odbudowany. W latach 1931–1948 na obiekcie 20 oficjalnych spotkań rozegrała piłkarska reprezentacja Bułgarii. Kilka lat po wojnie podjęto decyzję o budowie na terenie boiska Lewskiego i częściowo w miejscu stadionu Junak nowego Stadionu Narodowego (Stadion im. Wasiła Lewskiego). Stadion Junak został więc rozebrany; otwarcie stadionu im. Wasiła Lewskiego miało miejsce w 1953 roku. Na pozostałej części terenu po dawnym stadionie Junak wybudowano mniejszy stadion (nazwany Drużba, w późniejszym czasie przemianowany na Junak), otwarty w 1960 roku, na którym rozgrywano mecze hokeja na lodzie. Obiekt ten z czasem popadł w ruinę; 8 maja 2009 roku tuż obok otwarto stację metra.